# Zofia Bilorówna
Zofia Bilorówna (o Zofia Bilor) (Lwów, 16 de juny de 1895 – Rzeszów, 23 de juny de 1962) va ser una patinadora artística polonesa que va competir en patinatge en parella.
Amb el seu company Tadeusz Kowalski, va guanyar el bronze al Campionat d'Europa de patinatge artístic de 1934.
Bilorówna era de Lwów, germana de Henryk Bilor, un soldat i jugador de futbol assassinat a la massacre de Katin. Els seus pares eren Tomasz i Zofia.

## Resultats competitius
Amb Tadeusz Kowalski:
| Esdeveniment          | 1927 | 1928 | 1929 | 1930 | 1931 | 1932 | 1933 | 1934 | 1935 |
| --------------------- | ---- | ---- | ---- | ---- | ---- | ---- | ---- | ---- | ---- |
| Campionats del Món    |      |      |      |      |      |      |      | 4t   | 5è   |
| Campionats d'Europa   |      |      |      |      |      |      |      | 3r   |      |
| Campionats de Polònia | 1r   | 1r   | 1r   | 1r   | 1r   | 1r   | 1r   | 1r   | 1r   |